# Holmes Summit
Der Holmes Summit ist ein Berg im ostantarktischen Coatsland. Er ist mit 1875 m die höchste Erhebung der Shackleton Range und gehört zu den Read Mountains.
Erste Luftaufnahmen fertige die United States Navy 1967 an. Dem folgte eine Vermessung des Gebiets durch den British Antarctic Survey von 1968 bis 1971. Das UK Antarctic Place-Names Committee benannte den Berg 1972 nach dem britischen Geologen Arthur Holmes (1890–1965).